# سی‌اف‌بی گوس بی
سی‌اف‌بی گوس بی (به انگلیسی: CFB Goose Bay) یک فرودگاه نیروهای مسلح کانادا و همگانی باربری با کد یاتا YYR است که یک باند فرود بتن with آسفالت overlay دارد و طول باند آن ۳۳۶۸ متر است. این فرودگاه در کشور کانادا قرار دارد و در ارتفاع ۴۹ متری از سطح دریا واقع شده‌است.

## شرکت‌های هواپیمایی و مقصدهای پروازی
Civilian flights use a smaller terminal structure located on Zweibrucken Crescent. A new terminal structure was being built in 2012 to accommodate civilian use.
An increasing number of airlines (especially smaller range aircraft like the بوئینگ ۷۵۷) have resorted to using Goose Bay for emergency fueling stops, especially common for trans-Atlantic flights impacted by a seasonally strong jet stream over the اقیانوس اطلس. The majority of civilian airliners using the airfield are not regularly scheduled airlines to this location.
| شرکت‌های هواپیمایی                            | مقصدهای پروازی |
| -------------------------------------------- | --- |
| Air Canada Express                           | منطقه‌ای دیر لیک، گندر، هلفکس استانفیلد، سنت جان، وابش |
| ایر لابرادور                                 | بلک تیکل، کارترایت، شارلوت‌تاون، فاکس هاربور، هپدال، مکوویک، ماریس هاربر، نین، ناتواشیش، پورت هوپ سیمپسون، پستویل، ریگولت، سنت آنتونی، سنت جان، ولیامز هاربر |
| CHC Helicopter                               | charter |
| کوگار هلی‌کوپترز                              | charter |
| پروونشل ایرلاینز                             | لوردز د بلانک سابلون، آبشار چرچیل، منطقه‌ای دیر لیک، سنت جان، وابش                                                                                           |
| پروونشل ایرلاینز اجرا توسط پروونشل ایرلاینز  | هپدال، مکوویک، نین، ناتواشیش، پستویل |
| Pascan Aviation                              | مونترآل/سن-اوبر |
| Purolator Courier اجرا توسط Cargojet Airways | کالگری |
| Universal Helicopters                        | charter |